# Vaiato
Vaiato è un termine utilizzato in araldica per indicare una pezza piena di vaio minuto.
Molti araldisti utilizzano il termine per indicare un vaio in cui gli smalti delle pezze sono diversi dall'azzurro e dall'argento. Nella blasonatura viene indicato per primo il colore delle campanelle che hanno la punta rivolta in basso: le campanelle capovolte sono considerate come se fossero il fondo su cui si stagliano le campanelle orientate correttamente.

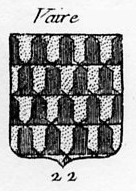
vaiato d'oro e di rosso
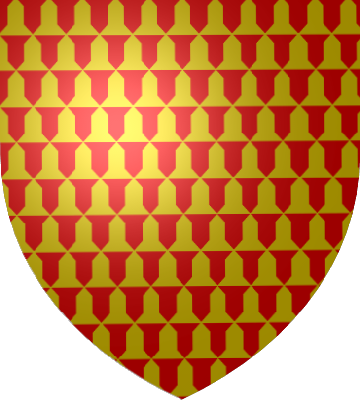
vaiato (minuto) di rosso e d'oro
vaiato d'argento e di rosso
vaiato d'oro e d'azzurro
vaiato di rosso e d'oro
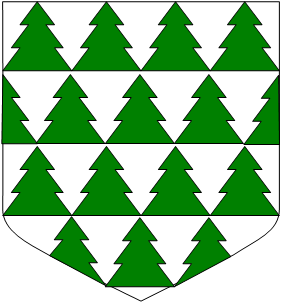
vaiato a cima d'abete d'argento e di verde
vaiato di nero e d'argento
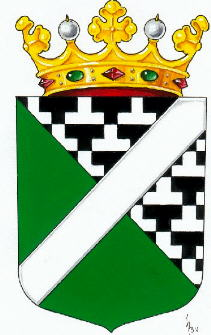
trinciato: nel 1° vaiato potenziato di nero e d'argento